# NGC 554
NGC 554 este o pereche de galaxii formată din galaxiile lenticulare PGC 5412 (NGC 554A) și PGC 5413 (NGC 554B), situată în constelația Peștii. A fost descoperită în anul 1886 de către Frank Muller. De asemenea, a fost observată încă o dată de către Herbert Howe.